# Cabañas del Castillo
Cabañas del Castillo is een gemeente in de provincie Cáceres in de regio Extremadura. Cabañas de Castillo heeft heeft 454 inwoners (1 januari 2016).

## Wapen
De beschrijving van het wapen in het Spaans luidt als volgt:
Escudo de sinople. Un monte, de su color, encastillado de oro, mazonado de sable ya aclarado de azur. Cantonado de cuatro estrellas de ocho puntas, de plata campaña jaquelada de ocho jaqueles de azur y siete de plata, puestos en Tres fajas de a cino. Al timbre, corona real cerrada.

## Geografie
De gemeente heeft een oppervlakte van 105 km² en grenst aan de gemeenten Berzocana, Cañamero, Navalvillar de Ibor en Navezuelas, verder liggen in de gemeente de plaatsen Solana de Cabañas, Retamosa de Cabañas en Roturas de Cabañas.

## Burgemeester
De burgemeester van Cabañas del Castillo heet Jesús Fernández Hormeño.

## Demografische ontwikkeling
Bron: INE, 1857-2011: volkstellingen
Opm.: In 1930 werd Navezuelas een zelfstandige gemeente